# Wiktoria Postnikowa
Wiktoria Walentinowna Postnikowa, ros. Викто́рия Валенти́новна По́стникова (ur. 12 stycznia 1944 w Moskwie) – rosyjska pianistka.

## Życiorys
W latach 1950–1962 uczyła się w Centralnej Szkole Muzycznej w Moskwie u Eleonory Musaelian, następnie od 1962 do 1967 roku była studentką Jakowa Fliera w Konserwatorium Moskiewskim. Zdobyła 9. nagrodę na VII Międzynarodowym Konkursie Pianistycznym im. Fryderyka Chopina w Warszawie (1965), 2. nagrodę na Międzynarodowym Konkursie Pianistycznym w Leeds w Wielkiej Brytanii (1966) i 3. nagrodę na Międzynarodowym Konkursie Muzycznym im. Piotra Czajkowskiego w Moskwie (1970). Wykonywała szeroki repertuar od dzieł barokowych po współczesne. Dokonała nagrań płytowych wszystkich utworów fortepianowych Piotra Czajkowskiego. W 2004 roku otrzymała tytuł Ludowego Artysty Federacji Rosyjskiej.
Od 1969 roku była żoną Giennadija Rożdiestwienskiego.